# صحافة علمية
يُقصدُ بالصحافة العلمية تلك الممارسة التي تنطوي على جمعِ المصادر الأولية جنبا إلى جنب مع القصص الصحفية. اشتهرَ هذا المفهوم بعدما أعلنَ جوليان أسانج مؤسس موقع ويكيليكس عن تأييده له، بالرغمِ من أنهُ مستوحى من فلسفة كارل بوبر.
تسمحُ الصحافة العلمية للقارئ بالتحقق من مصداقية المعلومات ومصداقية الوثائق في التقارير. خلال مقابلة لهُ معَ نيويوركر قال جوليان: «أريد وضع معيار جديد؛ إنّه الصحافة العلمية! إذا قمت بنشر ورقة بحثية عن الحمض النووي دنا؛ فالمطلوب مني تقديم كل البيانات التي يُمكن لأي عالم بيولوجيا التحقق منها. هذا هو الشيء الذي يجب القيام به في الصحافة كذلك. هناك خلل؛ فالقراء غير قادرين على التحقق مما ما يقال وهذا يتسببُ طبعًا في سوء الفهم وسوء المعاملة.»

## التكنولوجيا
زادت شهرة تعبير الصحافة العلمية بعد ظهور التكنولوجيا المتقدمة وعصر النت. في السابق؛ وبالتحديد في وقت المجلات والصحف لم تكن هناك إمكانية الاستفاضة في التحليل والشرح وذكر كل المراجع وذلكَ بسبب حجم الصحيفة الذي لا يُمكن أن يستوعب كل هذا. في الوقت الحالي؛ باتت الأمور أكثر سهولة وصار من المستطاع الاستفاضة في أي موضوع سياسي إلى أقصى درجة ممكنة في ظل القدرات الرهيبة للأدوات الرقمية على استيعابِ أكبر عددٍ من النصوص والوسائط.

## أمثلة
أبرز الأمثلة على مفهوم الصحافة العمية هي ويكيليكس نفسها والتي تعملُ في كل مرّة على التفصيل في الموضوع لأقصى درجة حتّى يفهم القارئ كل ما يجري دون طرحٍ لمزيد من الأسئلة خاصة تلك التي تتعلق بمن؟ ومتى؟ وفي أي ظروف؟ هناك كذلكَ اتحاد العلماء الأمريكيين والمخابرات العامة التي تعمل على نشر الكثير من المستندات جنبا إلى جنب مع التعليق عليها وذكر سياقها وما إلى ذلك.